# Laura Leighton
Pour les articles homonymes, voir Leighton.
Laura Leighton, née Laura Miller, le 24 juillet 1968 à Iowa City, dans l'Iowa, est une actrice américaine. 
Elle accède à la notoriété par le rôle de Sydney Andrews dans la série culte des années 1990 : Melrose Place (1993-1997) qui lui vaut une nomination pour le Golden Globe de la meilleure actrice dans un second rôle dans une série, une mini-série ou un téléfilm.
Dès lors, elle enchaîne les rôles dans de multiples séries télévisées et téléfilms. 
Lorsqu'une suite du célèbre feuilleton est lancée, elle est l'un des quelques visages emblématiques de la série originale à être contactée afin de reprendre son rôle dans l'éphémère Melrose Place : Nouvelle Génération (2009-2010). 
Laura Leighton parvint à faire son retour avec le rôle régulier d'Ashley Marin, dans la série dramatique Pretty Little Liars (2010-2017).

## Biographie

### Jeunesse et formation
Née à Iowa City, dans l'Iowa, Laura Miller est diplômée du lycée, West High School.  
Elle fréquente l'Université de Californie à Long Beach, spécialisée dans le domaine des affaires.  
En 1988, à l'âge de vingt ans, elle décide de prendre le nom de famille de son grand-père qui est « Leighton ».

### Melrose Placeet révélation (années 1990)
Au début des années 90, avant les meurtres de Nicole Brown Simpson et Ronald Goldman, elle travaillait comme serveuse au tristement célèbre restaurant Mezzaluna de Brentwood, en Californie. 

Après une apparition, non créditée, dans un téléfilm et quelques publicités (Pizza Hut, Dep Hair Spray), Laura Leighton décroche son premier grand rôle ; celui de Sydney Andrews dans la série dramatique, Melrose Place. Alors que son personnage ne doit apparaître dans seulement deux épisodes, elle reste finalement de la deuxième à la cinquième saison (1993-1997). Appréciée du grand public, ce personnage lui permet d'acquérir une renommée internationale : 

« C'était vraiment un des personnages les plus drôles. Elle était capable de tout ce qui était libérateur. Laura Leighton, interview pour le site Movieweb, 2010. »

En 1994, elle décroche le premier rôle du drame Shake, Rattle and Rock! d'Allan Arkush. Cependant, elle se casse une jambe pendant le tournage et la production la remplace alors par Renée Zellweger.  
En 1995, elle est en lice pour le Golden Globe de la meilleure actrice dans un second rôle dans une série, une mini-série ou un téléfilm lors de la 52e cérémonie mais le prix est finalement attribué à Miranda Richardson. La même année, elle joue dans le téléfilm In The Name of Love : Texas Tragedy. Puis, elle anime un épisode de l'émission populaire américaine Saturday Night Live. 
En 1996, elle est élue l'une des 50 plus belles femmes par le magazine People. 
En 1997, son contrat avec la production de Melrose Place se rompt ; elle quitte donc la série. Cependant, le producteur Aaron Spelling lui crée un rôle pour la série dramatique Beverly Hills 90210. Elle joue donc le rôle récurrent de Sophie Burns, une jeune femme qui désire devenir actrice, durant six épisodes de la neuvième saison.
En 1998, malgré le téléfilm Naked City: A Killer Christmas de Peter Bogdanovich, dont elle est le premier rôle féminin aux côtés de Courtney B. Vance et Scott Glenn, sa carrière ne décolle pas.

### Passage au second plan et téléfilms (années 2000)
Dans les années 2000, elle joue ainsi dans de nombreuses séries télévisées : Les Experts : Miami, New York, unité spéciale ou Shark mais se limitant à des apparitions en tant que guest-star. 
En 2003, elle décroche un rôle régulier dans la série Skin. Cette série dramatique de la FOX est cependant rapidement annulée faute d'audiences. Elle n'a pas plus de chances avec Eyes du réseau ABC qui ne suscite aucun intérêt auprès du grand public.  
Entre-temps, elle auditionne pour le personnage de Bree Van de Kamp afin d'intégrer la distribution principale de Desperate Housewives. Mais le rôle est attribué à sa partenaire de Melrose Place, Marcia Cross. Son mari, Doug Savant, passe quant à lui, les essais pour incarner Tom Scavo et est engagé. La série rencontrera un large succès critique et public. 
Parallèlement, elle est vedette de téléfilms comme We'll Meet Again avec Brandy Ledford, sous la direction de Richard Roy, elle porte le thriller Piège pour une mère ainsi que le drame Le Dernier Souhait de Neill Fearnley.
En avril 2009, il est annoncé qu'elle reprend le rôle de Sydney Andrews dans le spin-off de Melrose Place, Melrose Place : Nouvelle Génération. Elle est l'un des visages phares de la série mère à faire son retour, aux côtés de Thomas Calabro, Heather Locklear, Josie Bissett et Daphne Zuniga. L'intrigue de cette suite se concentre autour de l'assassinat de son personnage. La série est diffusée pour la première fois le 8 septembre 2009, elle fait beaucoup parler lors de son lancement mais elle est annulée après une saison, faute d'audiences et ce malgré une réorientation créative amorcée à la mi saison. 

### Retour télévisuel (années 2010)
Le 7 décembre 2009, il est annoncé que l'actrice joue le rôle de la mère de Hanna Marin dans la série dramatique, Pretty Little Liars - adaptée des romans Les Menteuses de Sara Shepard. La série est diffusée sur la chaîne ABC Family à partir du 8 juin 2010.
La série rencontre le succès auprès d'un jeune public et permet à l'actrice de s'installer à nouveau sur le petit écran. Le succès est tel qu'il donne naissance à deux spin-off : Ravenswood mettant en scène le personnage de Caleb Rivers et se déroulant parallèlement à la quatrième saison de la série, puis The Perfectionists, qui se déroule après la série et met en scène les personnages d'Alison DiLaurentis et de Mona Vanderwaal.
Après l'arrêt de Pretty Little Liars à l'issue de sept saisons, elle fait son retour à la télévision, en 2018, aux côtés d'Alicia Witt, en étant l'une des vedettes d'un téléfilm de noël d'Hallmark Channel, alors qu'elle n'avait plus joué la vedette dans des unitaires depuis près de dix ans. La même année, elle joue les guest star dans un épisode de la série Code Black.

### Vie privée
Laura Leighton a été en couple avec l'acteur Grant Show, rencontré sur le tournage de Melrose Place, pendant plus de trois ans (1993-1996),,. 
Depuis janvier 1997, elle est en couple avec l'acteur Doug Savant, ils se sont rencontrés, aussi, durant le tournage de Melrose Place. Après s'être fiancés en novembre 1997, ils se marient en mai 1998. Ensemble, ils ont deux enfants : un garçon, Jack, né le 10 octobre 2000 et une fille, Lucy, née le 9 juin 2005. Elle élève également les deux filles de son époux, Arianna, née le 17 janvier 1992 et Madeline, née le 20 juillet 1993, issues du premier mariage de celui-ci.

Au sujet de cette longue relation, l'actrice s'est exprimée durant une interview : 

« Avec Doug, nous formons une famille moderne et avons des buts communs : poursuivre notre carrière et notre vie de famille. Heureusement d’ailleurs que la série de mon mari Desperate Housewives est restée à l’antenne autant d’années. Laura Leighton, interview pour Rock'n roll ghost »

Elle joue du piano.

## Filmographie

### Cinéma
- 1999 : Seven Girlfriends (en) de Paul Lazarus : Anabeth
- 1999 : Au bout du désespoir (The Sky Is Falling (en)) de Florrie Laurence : Amber Lee
- 1999 : Angels, Baby! de Jeff Fisher : Jessica
- 2000 : Clean and Narrow de William Katt : Marie
- 2008 : Les Créatures de l'Ouest (The Burrowers) de J.T. Petty : Gertrude Spacks

### Télévision

#### Séries télévisées
- 1993 - 1997 : Melrose Place : Sydney Andrews (invitée saison 1 et principale saisons 2 à 5, 126 épisodes)
- 1997 : Duckman : Ditzi (voix, 1 épisode)
- 1998 : Love Therapy : Kristy Holbrook (1 épisode)
- 1998 : Beverly Hills 90210 : Sophie Burns (saison 9, 6 épisodes)
- 2000 : Au-delà du réel : L'aventure continue : Anne Marie Reynolds (saison 6, épisode 11)
- 2000 : Demain à la une : Ginger (1 épisode)
- 2003 : Skin : Cynthia Peterson (saison 1, 3 épisodes)
- 2004 : Tru Calling : Jordan Davies (saison 1, episode 14)
- 2005 - 2007 : Eyes : Leslie Town (principale saison 1, 12 épisodes)
- 2006 : Les Experts : Miami : Alyssa Prince (saison 4, épisode 13)
- 2006 : Boston Justice : Erica Dolenz (saison 3, épisodes 8 et 9)
- 2007 : Shark : Angela Corbin (saison 1, épisode 17)
- 2007 : New York, unité spéciale : Lillian Rice (saison 8, épisode 18)
- 2009 - 2010 : Melrose Place : Nouvelle Génération : Sydney Andrews (récurrente saison 1, 7 épisodes)
- 2010 - 2017 : Pretty Little Liars : Ashley Marin (rôle principal, 142 épisodes)
- 2018 : Code Black : Sonya Finn (saison 3, épisode 10)
- 2021 : Fantasy Island : Jeanette "Netty" (saison 1, épisode 6)
- 2021 : Dynastie (série télévisée, 2017) : Corinne Simon (saison 4, épisode 9)

#### Téléfilms
- 1993 : La Vérité à tout prix de John Cosgrove : agent de voyage (non créditée)
- 1995 : L'Ultime voyage (en) (The Other Woman) de Gabrielle Beaumont : Carolyn
- 1995 : Seulement pas amour (In the Name of Love: A Texas Tragedy) de Bill D'Elia : Laurette Wilder
- 1998 : Naked City: A Killer Christmas de Peter Bogdanovich : Gerry Millar
- 2002 : We'll Meet Again de Michael Storey : Fran Simmons
- 2004 : Piège pour une mère de Richard Roy : Joanne Sanders
- 2007 : Mélodie d'un soir (Love Notes) de David Weaver : Nora Flannery
- 2008 : Le Dernier Souhait de Neill Fearnley : Cate Madighan
- 2009 : Un regard sur le passé de Stephen Bridgewater : Kelly Fariday
- 2018 : Noël en héritage (Christmas on Honeysuckle Lane) de Maggie Greenwald : Andie

## Distinctions
Sauf indication contraire ou complémentaire, les informations mentionnées dans cette section proviennent de la base de données IMDb.

### Nominations
- 52e cérémonie des Golden Globes 1995 : meilleure actrice dans un second rôle dans une série, une mini-série ou un téléfilm pour Melrose Place